# 飯岡村 (岩手県)
飯岡村（いいおかむら）は、昭和30年（1955年）まで岩手県紫波郡にあった村。現在の盛岡市上飯岡・下飯岡・飯岡新田・永井・羽場・湯沢および北飯岡・湯沢東・湯沢西・湯沢南・流通センター北にあたる。

## 沿革
- 明治22年（1889年）4月1日 - 町村制施行にともない、上飯岡村・下飯岡村・飯岡新田・永井村・羽場村・湯沢村の計6か村が合併して飯岡村が発足。
- 昭和30年（1955年）4月1日 - 乙部村・見前村と合併し、都南村となる。

## 行政
- 歴代村長

| 代 | 氏名         | 就任               | 退任                      | 備考 |
| -- | ------------ | ------------------ | ------------------------- | ---- |
| 1  | 小笠原善八郎 | 明治22年（1889年） |                           |      |
| 2  | 猿舘惣右衛門 | 明治25年（1892年） |                           |      |
| 3  | 兼平定八     | 明治29年（1896年） |                           |      |
| 4  | 浅沼久助     | 明治31年（1898年） |                           |      |
| 5  | 兼平藤兵衛   | 明治34年（1901年） |                           |      |
| 6  | 金谷専五郎   | 明治35年（1902年） |                           |      |
| 7  | 横川健吾     | 明治39年（1906年） |                           |      |
| 8  | 夏村清       | 明治39年（1906年） |                           |      |
| 9  | 星川近礼     | 明治42年（1909年） |                           |      |
| 10 | 三上善左衛門 | 大正6年（1917年）  |                           |      |
| 11 | 小笠原三蔵   | 大正10年（1921年） |                           |      |
| 12 | 三上善左衛門 | 大正14年（1925年） |                           | 再任 |
| 13 | 浅沼久次郎   | 昭和4年（1929年）  |                           |      |
| 14 | 三上善左衛門 | 昭和8年（1933年）  |                           | 三任 |
| 15 | 小笠原善一郎 | 昭和12年（1937年） |                           |      |
| 10 | 三上善左衛門 | 昭和12年（1937年） |                           | 四任 |
| 11 | 瀬川福蔵     | 昭和15年（1940年） |                           |      |
| 18 | 川村一三     | 昭和22年（1947年） | 昭和30年（1955年）3月31日 |      |

## 交通

### 鉄道
- 国鉄東北本線：岩手飯岡駅